# Ceratarcha
Ceratarcha is een geslacht van vlinders van de familie van de grasmotten (Crambidae), uit de onderfamilie van de Spilomelinae. De wetenschappelijke naam van dit geslacht is voor het eerst voorgesteld door Charles Swinhoe in een publicatie uit 1894.

## Soorten
- Ceratarcha clathralis Swinhoe, 1894
- Ceratarcha umbrosa Swinhoe, 1894